# Lionello Manfredonia
Lionello Manfredonia (Róma, 1956. november 27. –) válogatott olasz labdarúgó, hátvéd, középpályás, sportvezető.

## Pályafutása

### Klubcsapatban
1971-ben a Lazio korosztályos csapatában kezdte a labdarúgást, ahol 1975-ben mutatkozott be az első csapatban. Tíz idényen keresztül játszott a római csapatban. 1985 és 1987 között a Juventus labdarúgója volt és tagja volt az 1985–86-os bajnokcsapatnak. 1987-ben visszatért Rómába és két szezonon át az AS Roma csapatában szerepelt. 1989-ben visszavonult az aktív labdarúgástól.

### A válogatottban
1977 és 1978 között négy alkalommal szerepelt az olasz válogatottban. Tagja volt az 1978-as világbajnoki negyedik helyezett csapatnak, de mérkőzésen nem szerepelt.

### Sportvezetőként
Visszavonulása után sportigazgatóként dolgozott a Cosenza, a Cagliari, a Vicenza és az Ascoli csapatainál.

## Sikerei, díjai
Olaszország
- Világbajnokság
  - 4.: 1978, Argentína

 Juventus
- Olasz bajnokság (Serie A)
  - bajnok: 1985–86
- Interkontinentális kupa
  - győztes: 1985